# Славистичко друштво Србије
Славистичко друштво Србије (акроним СДС)је друштвена организација, струковно удружење, и научно друштво, које  од свог оснивања  окупља слависте,  који у Србији изучавају словенске народе, језике, књижевности и културе, њихову прошлост и садашњост, њихове међусобне везе, и све културне посленике који у свом професионалном раду промовишу вредности словенских народа и култура.
Кроз бројне активност Славистичко друштво Србије окупља слависте из Србије, како би им  помаогло у презентацији њиховог стручног и научног рада кроз организацију научних скупова и публиковање њихових резултата,  и кроз њихово повезивање са релевантним међународним научним и струковним друштвима слависта.

## Положај
Славистичко друштво Србије се налази у Београду  у згради Филолошког факултета Универзитета у Београду у Улици Студентски трг 3.

## Историја
Славистичко друштво Србије основано је 29. јуна 1948. године са циљем да делује  у умногоме детерминисана друштвеним и политичким приликама у корист својих чланова. Када су услови за рад друштва били повољни, настајали су узлети у раду Друштва, кад су се погоршавали, погоршавала се су се и активности, али оне никада нису сасвим престале,  јер је Друштво непрестано трагало за научном истином заснованом на објективним чињеницама, облике и садржаје свог деловања креативно је усавршавало и прилагођавало не само захтевима датог тренутка, већ и будућег времена.
Славистичко друштво је данс на узлазној путањи свога постојања и активности, али током шест деценија протеклог времена животи многих његових активиста – оснивача, председника, чланова управа и оданих посленика на славистичком пољу – угасили су се, а не мали број слависта под бременом година повукао се из активног славистичког деловања. Сагледавање њиховог улога у Друштво и доприноса развоју славистике може бити подстицајно за будућност....а свако одлагање овог сагледавања и приказивања за неко касније време значило би предавање забораву, јер живи сведоци неумитно нестају, а документа се губе и пропадају.

## Циљеви и задаци
Своје основни циљеве развоја  славистике као научне и образовне дисциплине  Друштво остварује кроз:
- праћење развоја славистике у Србији у складу са савременим светским токовима,
- предузимање мера на унапређењу истраживања у области словенских језика,
- реализацију бројних научностраживачких пројеката, скупова и семинара, за усавршавање кадрова,
- организовање изложби,
- организовање међународних скупова
- учешће чланова друштва на међународним скуповима у иностранству,
- потстицај рада младих кадрова,
- организовање такмичења ученика у знању словенских језика који се изучавају у школама у Србији.